# Fernando Valero Delgado
Fernando Enrique Valero Delgado (* 6. Mai 1958 in Guayaquil, Ecuador) ist ein deutsch-ecuadorianischer Glaziologe und Künstler.

## Leben und Künstlerisches Schaffen

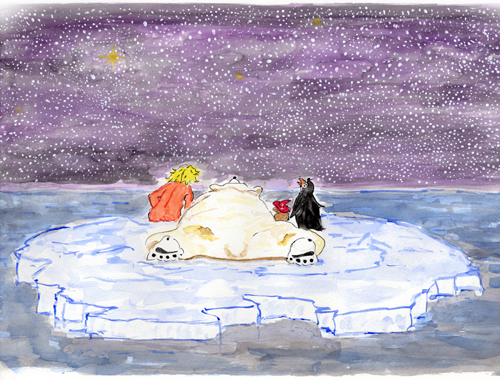
Paul und Napoleon – um die Welt in einer Nacht

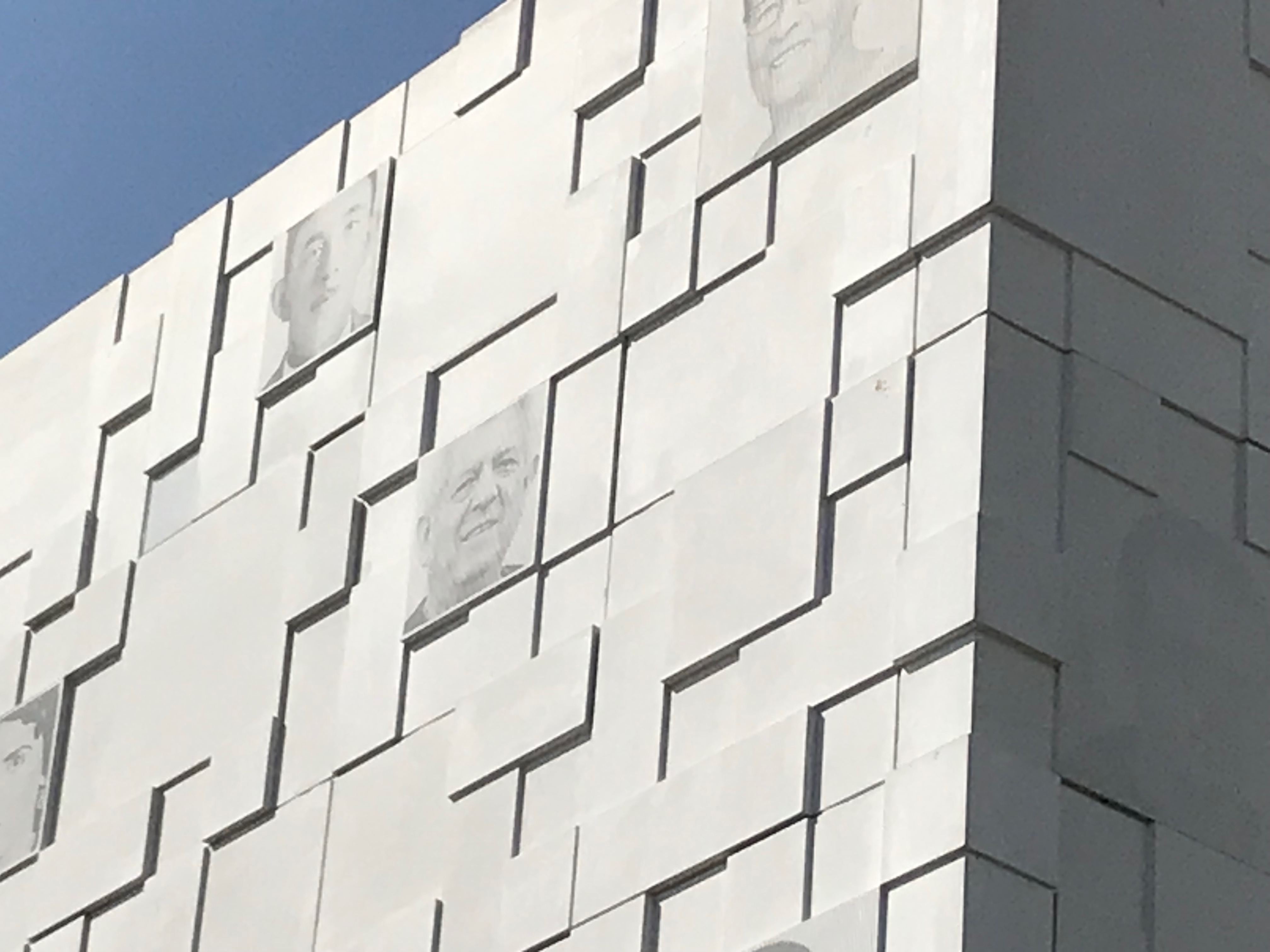
Reliefartiges Porträt am Deutschen Auswandererhaus

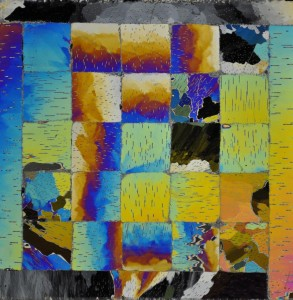
Eismalerei, Collage

Fernando Valero Delgado wuchs in einem Armenviertel von Guayaquil auf. Im Jahr 1988 kam er nach Deutschland.
Seit 1992 arbeitet er beim Alfred-Wegener-Institut (AWI) in Bremerhaven und war an zehn Expeditionen in die Polargebiete beteiligt. Während einer Expedition mit dem schwedischen Eisbrecher „Oden“ erreichte er 1996 als erster Ecuadorianer den Nordpol.
Mit einfachen Mitteln präsentiert er die Arbeiten der Glaziologie. So veröffentlichte er
- die Internetseite „Glaziologie für Anfänger“ (2004),
- fünf Kurzfilme zum Thema „Eiskerne und Klimaarchiv“ bei der Veranstaltung der IWF Wissen und Medien „geOmovie – Bilder aus dem System Erde“ (3.–5. Mai 2005)[3] sowie
- Online-Spiele zum Thema Glaziologie: „Spielen und Lernen mit dem Superglazi“ (2006),

die heute unter der Internetseite eiskern.de vereinigt sind.
Dieses Engagement war ein Beitrag dazu, dass Valero als einem der Mitglieder der Arbeitsgruppe Glaziologie des AWI unter der Leitung von Heinrich Miller im Jahr 2007 der „Communicator-Preis – Wissenschaftspreis des Stifterverbandes“ verliehen wurde. Dieser Preis würdigte die herausragende Vermittlung der Forschungsarbeiten zur Klimaentwicklung an die Öffentlichkeit.
Valero erfand „Paul und Napoleon“. Er veröffentlichte gemeinsam mit Anna Wegner die Kinderbücher Paul und Napoleon – Ein Pinguin am Nordpol (2009), Paul und Napoleon – Um die Welt in einer Nacht (2010) und Paul und Napoleon – Eine Zeitreise mit dem Klabautermann (2017).
Alle Illustrationen der Bücher kamen aus seiner Feder.
Valero nutzt viele Wege für die Vermittlung des Wissens über Klimaänderungen an die Öffentlichkeit, unter anderem Kinder-Universitäten und Ausstellungen.
In einer dieser Ausstellungen präsentierte er seine Arbeiten von Collagen aus Eis. Bei der Betrachtung der Collagen unter polarisiertem Licht ergeben sich farbige Bilder, die an abstrakte Gemälde erinnern.
Am 1. Januar 2022 wurde den zweiten Erweiterungsbau des Deutschen Auswandererhauses eingeweiht. Das Porträt von Fernando Valero ist eines der 30 Porträts von Einwanderern, die reliefartig die Außenwand des zweiten Erweiterungsbaus zieren.

## Auszeichnungen
- 2007 „Communicator-Preis – Wissenschaftspreis des Stifterverbandes“

## Werke
- mit Anna Wegner: Paul und Napoleon – ein Pinguin am Nordpol. 1. Auflage. Wirtschaftsverl. NW, Verl. für Neue Wiss., Bremerhaven 2009, ISBN 978-3-86509-932-7.
- mit Anna Wegner: Paul und Napoleon – um die Welt in einer Nacht. 1. Auflage. Wirtschaftsverl. NW, Verl. für Neue Wiss., Bremerhaven 2010, ISBN 978-3-86918-021-2.
- mit Anna Wegner: Paul und Napoleon – Eine Zeitreise mit dem Klabautermann. 1. Auflage. ferval, Verl. für Populärwissenschaft und Kunst., Bremerhaven 2017, ISBN 978-3-9819297-0-6.
- mit Sepp Kipfstuhl: Facetten des Eises. 1. Auflage. ferval, Verl. für Populärwissenschaft und Kunst., Bremerhaven 2019, ISBN 978-3-9819297-3-7.

## Ausstellungen
- 2010: Ausstellung der Originalillustrationen des Kinderbuchs „Paul und Napoleon – ein Pinguin am Nordpol“ in der Stadtbibliothek Bremerhaven
- 2011: Ausstellung für Kinder und Jugendliche zum Klimawandel in der KlimaInsel Juist
- 2011: Ausstellung zum „Rückgang des Meereseises“ und Weihnachtskino „Paul und Napoleon“ auf dem Weihnachtsmarkt in Bremerhaven[11]
- 2012: Ausstellung zum Thema „Arktis – Europa; der Klimawandel und seine Folgen“[12]
- 2012: Ausstellung „Farbe und Klang aus Eis“[9]
- 2015: Ausstellung „Spektrum – Eis“ im Klimastadtbüro Bremerhaven[13]
- 2015: Ausstellung „Eis kann bunt sein“[14]
- 2016: Ausstellung „Klimawandel, was hat es mit mir zu tun?“[15]
- 2016: Ausstellung „Original Aquarelle der Kinderbücher – Paul und Napoleon“[16]
- 2018: Kunstinstallation „Leuchtende Folien + Elektronische Musik“[17]
- 2019: Ausstellung „Facetten des Eises“[18]
- 2019: Ausstellung „KunstRaum/ArtSpace – Alte Bürger“[19]
- 2020: Ausstellung Licht- und Toninstallation „KunstRaum/ArtSpace – Alte Bürger“[20]
- 2021: Videoinstallation und Ausstellung „Galerie G.v.Häfen“[21]
- 2022: Kunstinstallation und Ausstellung „Nur Plastikmüll – (k)eine Kunst?!“[22]